# Charm
Les Charm són un grup de música que adapta principalment cançons d'anime japonès al castellà. Adapten algunes cançons al català i versionen, també, cançons de videojocs i de J-pop (música pop japonesa).
L'origen del grup rau l'any 2001, quan la revista d'anime Minami va organitzar un concurs anomenat Operación friki del qual en van sortir tres guanyadores al Saló del Manga de Barcelona: Lydia Cuestas, Marta Mateo i Pilar Giménez (Ailyn). Totes tres van decidir de formar un grup, el nom del qual va ser triat pels lectors d'aquella revista: es dirien Charm. Posteriorment, van ser fitxades per Orange Music.
En un principi pensaven només a adaptar cançons al castellà, però l'èxit aviat les va fer anar més enllà. Van gravar, per exemple, els temes d'obertura i de tancament de diverses sèries amb castellà (Hamtaro o Hello Kitty); i en català i castellà (Gals!, Kimagure Orange Road i Inuyasha entre altres), varen posar veu a una coneguda marca de nines, a més de nombrosos concerts en diversos esdeveniments de còmic o manga i festes. Actualment, el grup tan sols el formen Lydia Cuestas i Marta Mateo.

## Discos
- Konnichiwa (2003)[1]
- En lo profundo del bosque (2004)[2]
- Corazón encantador (2005)[3]
- Evolution (2006)[4]
- Go Go Charm (2008)
- Re-Evolution (2017) Només a la venda en format digital. És la versió en japonès del disc Evolution
- Luz De Verano (2019) Recopilatori
- Somni Sense Fi (2019) Recopilatori dels temes que han gravat al llarg de la seva carrera en català